# Mountain Road (Virginia)
Mountain Road è un census-designated place (CDP) degli Stati Uniti d'America, situato nello stato della Virginia, nella contea di Halifax. Secondo il censimento del 2020 gli abitanti di Mountain Road ammontavano a 1009.